# SUPERNAL LIBERTY
《SUPERNAL LIBERTY》是聲優、歌手水樹奈奈第十張個人專輯，於2014年4月16日由King Records发售。

## 概要
此專輯是繼前作《ROCKBOUND NEIGHBORS》1年又4個月後的作品。本專輯以CD+Blu-ray、CD+DVD和CD共3種形態發售，而Blu-ray和DVD版則另外包含了寫真和特典項目、以及紀錄片。
2014年4月15日，專輯初登場獲得Oricon公信榜第一名，是水樹連續第三張專輯獲得此位置，並連續5日保持第一名。同年4月28日的週榜以初週7万6000張的銷量自《ULTIMATE DIAMOND》以来4年又10個月再次獲得週榜第一名。

## 收錄曲
1. VIRGIN CODE
作詞：Hibiki、作曲：上松範康（Elements Garden）、編曲：藤田淳平（Elements Garden）
水樹史上音域最廣的歌曲。
2. GUILTY
作詞：SAYURI、作曲：藤末樹、Ramon Riu、編曲：角田崇徳
3. 作詞、作曲：水樹奈奈、編曲：藤間仁（Elements Garden）
  - TBS系電視節目《COUNT DOWN TV》4、5月開場曲
4. 作詞：吉田美和、作曲：中村正人、編曲：藤田淳平（Elements Garden）
DREAMS COME TRUE樂曲的翻唱版，收錄於。
5. 作詞：藤林聖子、作曲、編曲：古川貴浩
6. Fun Fun★People
作詞：菜穂、作曲、編曲：h-wonder]
7. FATE
作詞：水樹奈奈、作曲、編曲：陶山隼
8. Vitalization-Aufwachen Form-
作詞：水樹奈奈、作曲：上松範康（Elements Garden） 、編曲：上松範康、菊田大介（Elements Garden）
  - 電視動畫開場曲，作品中使用的特殊的长Intro版本。
9. 作詞：水樹奈奈、作曲、編曲：宇佐美宏
10. 作詞、作曲：丸田 新、編曲：藤田淳平（Elements Garden）
  - FM TOKYO「水樹奈奈的M之世界」結尾曲
11. Ladyspiker
作詞：、作曲、編曲：中野領太
12. Rock you baby！
作詞：水樹奈奈、作曲：遠藤直弥、編曲：角田崇徳
  - animeloLIVE！TV-CM曲
13. Million Ways=One Destination
作詞：前山田健一、作曲：伊藤賢治、前山田健一、編曲：伊藤賢治
  - iOS/Android版「乖離性百萬亞瑟王」主題歌
14. 作詞、作曲、編曲：矢吹俊郎
15. 作詞：水樹奈奈、吉木繪里子、作曲：吉木繪里子、編曲：藤間仁（Elements Garden）、上松美香

## 外部連結
- 水樹奈奈官方網站SUPERNAL LIBERTY頁面（页面存档备份，存于）
- KING RECORDS
  - 初回限定盤CD+BD（页面存档备份，存于）
  - 初回限定盤CD+DVD（页面存档备份，存于）
  - 通常盤（页面存档备份，存于）